# MC Francia
Alexander Antonio Guzmán de la Cruz (Villa El Salvador, 18 de agosto de 1980-Hospital Nacional Arzobispo Loayza, 15 de abril de 2012), conocido artísticamente como MC Francia, fue un cantante y compositor peruano. Es considerado como el Rey del Reguetón Peruano, así como uno de los pioneros principales del género en su país.
Tras el lanzamiento de su álbum debut Desde la Villa salvaje, se posicionó como el artista peruano de reguetón con más discos vendidos. Aparte, obtuvo 8 prenominaciones a los Premios Orgullosamente Latino 2006 en 4 categorías.
Debido a la diabetes mellitus y otros factores derivados que padecía, fue internado en el Hospital Nacional Arzobispo Loayza, donde falleció el 15 de abril de 2012 a causa de un paro cardiorrespiratorio.

## Biografía

### Primeros años e inicios en la música
Alexander Guzmán de la Cruz vivió y nació en el distrito de Villa El Salvador, el 18 de agosto de 1980. Sus primeros años lo vivió humildemente.
Trabajó en conjuntos musicales[¿cuál?] de diversos géneros, especialmente de cumbia, salsa, rock y rap. Sin embargo, se estableció en el género del reguetón alrededor del año 2000. Se convirtió en el artista mejor cotizado y más pedido de los locales en los conos de Lima. En 2005 fue invitado para el concierto en Lima de Jovani y Franki, representantes del Festival Internacional de la Vendimia, como también en el concierto de Alberto Plaza para interpretar el conocido tema «Bandido».

### Desde la Villa salvajeyLatino
En enero de 2006, lanza su primer álbum Desde la Villa salvaje, que incluye sus temas más destacados: «Falsa y traicionera» (en colaboración de la banda de salsa Los Conquistadores de la Salsa), «Candela» y «Gitana», con el cual consiguió su consolidación y es, según Radio La Zona, uno de los «5 clásicos del reguetón con sello peruano». Al año siguiente, el álbum recibió un disco de oro de la disquera TDV, en mérito a la venta de alrededor de 5 mil copias.
Durante el lanzamiento del álbum, MC Francia participó en causas sociales al realizar conciertos en albergues infantiles. Obtuvo el Encargo Honorífico de Defensor de la Infancia por el Programa Integral Nacional para el Bienestar Familiar (INABIF) en septiembre de 2006.
En 2006, el intérprete participó en la segunda edición del Brahma Tour. Según el cantante Raúl Romero, fue la gira más significativa de su carrera.
En 2007 interpretó el tema principal de la miniserie de América Baila reggaeton.
En 2008 Francia anuncia su segundo álbum titulado Latino, que se caracterizaría por albergar otros géneros como la bachata, merengue, hip hop y cumbia colombiana. En enero de 2007, lanza el primer sencillo del álbum, «Que yo me voy (Para Puerto Rico)», en colaboración del cantante cubano Havi. En febrero del mismo año, lanza el segundo sencillo titulado «Soy el man», que grabó como el tema principal de la miniserie Baila reggaetón de la televisora América Televisión, donde además hizo participaciones menores. También ese mes, participa en una campaña de consejería preventiva que organizó el Instituto de Enfermedades Neoplásicas (Inen), como parte de las actividades por la Semana Perú Contra el Cáncer 2006.
En 2009, se presentó con la banda de rock mexicana Rojo para unas presentaciones por algunas ciudades del Perú entre el 9 y 12 de diciembre de ese año.

### Enfermedad y últimos años
Fue diagnosticado con diabetes mellitus, enfermedad que padecía desde los 20 años. Los síntomas comenzaron a hacerse notar a inicios de 2011, cuando desencadenó una gangrena. La enfermedad seguía avanzando y para evitarlo, se le amputaron los dedos de su pie izquierdo y parte del empeine. Presentaba además problemas en la visión e insuficiencia renal. Para el programa dominical Punto final, anunció su retiro de la música, tras los problemas que atravesaba por su enfermedad.
Artistas y personas cercanas organizaron un concierto el 29 de abril de 2011, con el fin de recaudar fondos para asumir los gastos del tratamiento de su enfermedad. Allí participaron artistas locales como Erick Elera & Orquesta, Agua Bella, la Tigresa del Oriente, DJ Peligro, así como el colombiano Lenny Fierro.
El 30 de junio de 2011, tras ser dado de alta, hace su retorno a los escenarios con un concierto denominado Todos con MC Francia, que contó con la participación de figuras invitadas como Lucía de la Cruz, Antonio Cartagena, Dayron Martin y Pepe Selem.

## Fallecimiento
Como último ánimo, se le amputó la pierna izquierda hasta la altura del muslo, a raíz de un coma diabético producida por su insuficiencia renal. Aun así, a causa de un paro cardiorrespiratorio, falleció el 15 de abril de 2012 en el Hospital Nacional Arzobispo Loayza, donde había sido internado.
Otros artistas y celebridades se pronunciaron sobre el hecho. Asimismo, el tema se convirtió en trending topic en Twitter a nivel mundial.
Los restos de MC Francia fueron velados en su residencia en Villa El Salvador, para luego ser sepultado en el Parque del Recuerdo de Lurín.
Su representante Walter Cortés, manifestó que antes de fallecer, MC Francia estaba en plena grabación de una producción de música cristiana en colaboración de Ruth Karina y Willy Rivera.

## Legado
El 15 de abril de 2013, se realiza un homenaje tras un año de su fallecimiento, denominado igualmente Todos con MC Francia.

## Discografía
Álbumes de estudio
- 2006: Desde la Villa salvaje
- 2008: Latino

Álbumes recopliatorios
- 2016: El Rey del Reggaetón (EP)[56]
- 2017: MC Francia[57]
- 2018: Grandes éxitos[58]

## Premios y nominaciones
| Año  | Premiación                    | Categoría                     | Nominación a           | Resultado   | Ref.                 |
| ---- | ----------------------------- | ----------------------------- | ---------------------- | ----------- | -------------------- |
| 2006 | Premios Orgullosamente Latino | Video latino del año          | «Gitana»               | Prenominado | [ 28 ] [ 59 ] [ 60 ] |
| 2006 | Premios Orgullosamente Latino | Video latino del año          | «Candela»              | Prenominado | [ 28 ] [ 59 ] [ 60 ] |
| 2006 | Premios Orgullosamente Latino | Video latino del año          | «Falsa y traicionera»  | Prenominado | [ 28 ] [ 59 ] [ 60 ] |
| 2006 | Premios Orgullosamente Latino | Canción latina del año        | «Gitana»               | Prenominado | [ 28 ] [ 59 ] [ 60 ] |
| 2006 | Premios Orgullosamente Latino | Canción latina del año        | «Candela»              | Prenominado | [ 28 ] [ 59 ] [ 60 ] |
| 2006 | Premios Orgullosamente Latino | Canción latina del año        | «Falsa y traicionera»  | Prenominado | [ 28 ] [ 59 ] [ 60 ] |
| 2006 | Premios Orgullosamente Latino | Disco latino del año          | Desde la Villa salvaje | Prenominado | [ 28 ] [ 59 ] [ 60 ] |
| 2006 | Premios Orgullosamente Latino | Solista latino del año        | Él mismo               | Prenominado | [ 28 ] [ 59 ] [ 60 ] |
| 2007 | Premios Apdayc                | Mejor intérprete de reggaetón | Él mismo               | Ganador     | [ 61 ]               |